# Rubus plus
Rubus plus är en rosväxtart som beskrevs av L. H. Bailey apud C. R. och F. N. Hanes. Rubus plus ingår i släktet rubusar, och familjen rosväxter. Inga underarter finns listade i Catalogue of Life.